# Distretto di Lixia
Il distretto di Lixia (历下区S, Lìxià QūP) è un distretto della Cina, situato nella provincia dello Shandong e amministrato dalla prefettura di Jinan.